# Relicinopsis stevensii
Relicinopsis stevensii är en lavart som beskrevs av Elix & J. Johnst. Relicinopsis stevensii ingår i släktet Relicinopsis och familjen Parmeliaceae.   Inga underarter finns listade i Catalogue of Life.